# Ragunda kommunvapen

Ragunda kommunvapen var från början vapen för Fors, medan den äldre och mindre kommunen Ragunda bar ett annat vapen.

Ragunda kommunvapen visar vilka näringar som har varit viktiga för kommunen. Tallen står för jordbruket medan blixtarna och vågskurorna representerar vattenkraften som utvinns ur Indalsälven.

## Blasonering
Blasonering: I fält av silver en av vågskura bildad stam, fyra gånger vågskuredelad av blått och silver, samt däröver två framkommande, uppåtriktade röda blixtar i kors, överlagda med en blå tall.

## Bakgrund
Det nuvarande vapnet för Ragunda fastställdes för Fors landskommun 1958. Vid sammanläggningen valdes Ragundas namn men Fors vapen, och vapnet registrerades för den nya kommunen hos Patent- och registreringsverket 1974, enligt de då införda nya reglerna för skydd av svenska kommunvapen. Även den gamla Ragunda landskommun hade vapen, liksom Stuguns landskommun hade ett, båda från 1947, men deras giltighet upphörde.

## Vapen för tidigare kommuner inom den nuvarande kommunen

### Fors
Vapnet fastställdes av Kunglig Majestät (regeringen) för Fors landskommun den 10 januari 1958 med följande blasonering: I fält av silver en av vågskura bildad stam, fyra gånger vågskuredelad av blått och silver, samt däröver två framkommande, uppåtriktade röda blixtar i kors, överlagda med en blå tall. Idén till vapnet kom troligen från stockholmaren Inga Nordvall och sedan blasonerades och renritades det i Riksarkivet. Vapnet fortsatte att användas av Fors kommun fram till bildandet av nuvarande Ragunda kommun vid årsskiftet 1973/74 och blev därefter den sammanlagda kommunens vapen.

### Ragunda
Ragunda landskommuns vapen fastställdes av Kunglig Majestät (regeringen) den 14 februari 1947. I vissa källor står att blasoneringen beskriver en bjälke, men den riktiga blasoneringen har alltid följts i bild och är följande: I fält av silver en av vågskuror bildad, blå stolpe. Vapnet symboliserar forsarna i området. Det fortsatte att användas av den gamla Ragunda kommun tills den nuvarande Ragunda kommun bildades vid årsskiftet 1973/74.

### Stugun
Stuguns landskommuns vapen fastställdes av Kunglig Majestät (regeringen) den 10 juli 1947 enligt följande: I grönt fält en bjälke, åtföljt ovan av ett grekiskt kors och nedtill av två granar, allt av silver. Stugun har fått sitt namn av den själastuga (härbärge) som låg på platsen invid den medeltida färdvägen mellan Norrlandskusten och Nidaros (Trondheim) i Norge. Bjälken symboliserar vägen och korset att själastugan stod under Uppsala ärkebiskops beskydd. Granarna är dock främst en symbol för skogsbruket i trakten.
Vapnet användes av Stuguns kommun fram tills den sammanlades till den nuvarande Ragunda kommun.
- Fors landskommun
(1958-1970)
Fors kommun
(1971-1973)
Ragunda kommun
(1974-)

Ragunda landskommun (1947-1970) Ragunda kommun (1971-1973)
Ragunda landskommun (1947-1970) Ragunda kommun (1971-1973)
Stuguns landskommun (1947-1970) Stuguns kommun (1971-1973)

- Stuguns landskommun
(1947-1970)
Stuguns kommun
(1971-1973)